# Großsteingrab Düring
Das Großsteingrab Düring war eine megalithische Grabanlage der jungsteinzeitlichen Trichterbecherkultur bei Düring, einem Ortsteil von Loxstedt im Landkreis Cuxhaven (Niedersachsen). Es befand sich bei Düring „auf einer Anhöhe in der Haide, etwa 60 Schritt [ca. 45 m] vom Moor“. Es war etwa 10 m lang und 6 m breit. Es bestand in den 1890er Jahren noch aus 16 Steinen, die wohl alle von der Umfassung stammten, von denen sich aber anscheinend keiner mehr an seinem ursprünglichen Standort befand. Die Steine waren bis zu 1 m lang und 1 m breit. Ernst Sprockhoff konnte in den 1920er Jahren keine Reste mehr ausmachen.